# Вишневский, Дмитрий Кузьмич
Дми́трий (иногда Дими́трий) Кузьми́ч Вишне́вский (1871 — ?) — российский писатель

, историк, педагог, надворный советник.
Сын фельдшера Могилевской губернии, учился в Киевской духовной академии, которую окончил в 1895 году со степенью кандидата богословия с правом на получение степени магистра без новых устных испытаний, чрез представление удовлетворительной печатной диссертации и публичное защищение её.
С 12 июля 1896 года преподаватель основного, догматического и нравственного богословия в Смоленской духовной семинарии. Написал сочинение «Киевская академия в первой половине XVIII столетия» в 1903 году, которое стало его магистерской диссертацией. Был женат, имел дочь.

## Сочинения
- Описание рукописных собраний, находящихся в г. Смоленске : Вып. 1- / Д. К. Смоленск : Смолен. губернская типография 1901
- Несколько документов XVII столетия, относящихся к истории Смоленской земли. Смоленск : Смолен. губ. стат. ком., 1900
- Драматическое произведение восемнадцатого века, найденное в рукописях Смоленской духовной семинарии : (Declamatio) : Реф., чит. 4 дек. 1896 г. в Смолен. церк.-археол. ком. Смоленск : типо-лит. Я. Н. Подземского, 1897
- Общее направление образования в Киевской академии в первой половине XVIII столетия : (Речь, сказ. 18 дек. 1903 г., пред защитой магистер. дис.: «Киевская академия в первой половине XVIII столетия» : (Новые данные, относящиеся к истории этой Академии за указ. время)) Киев : тип. Ун-та св. Владимира АО Н. Т. Корчак-Новицкого, 1904
- Киевская академия в первой половине XVIII столетия. Тип. И. И. Горбунова, 1903.